# Пеньківка (Стрижавська селищна громада)
Пе́ньківка — село в Україні, у Стрижавській селищній громаді Вінницького району Вінницької області. Населення становить 1127 осіб.

## Історія
Під час організованого радянською владою Голодомору 1932—1933 років померло щонайменше 226 жителів села.

## Освіта
У селі діє школа I—III ступенів, у якій, станом на 1 вересня 2019 року навчалося 186 учнів, працювали 22 педагогічних працівники. 10 лютого 1989 року школа отримала нове приміщення, яке складається з 3-х поверхового навчального корпусу та 2-х поверхового допоміжного корпусу.

## Релігія
У Пеньківці зареєстрована релігійна громада Свято-Миколаївського храму УПЦ МП.
У 2019 році відбулося розділення громад. Тому в селі утворилося дві церковних громади, УПЦ МП і ПЦУ. 

## Видатні уродженці
- Бурлака Ісак Юхимович — Герой Радянського Союзу.

## Галерея

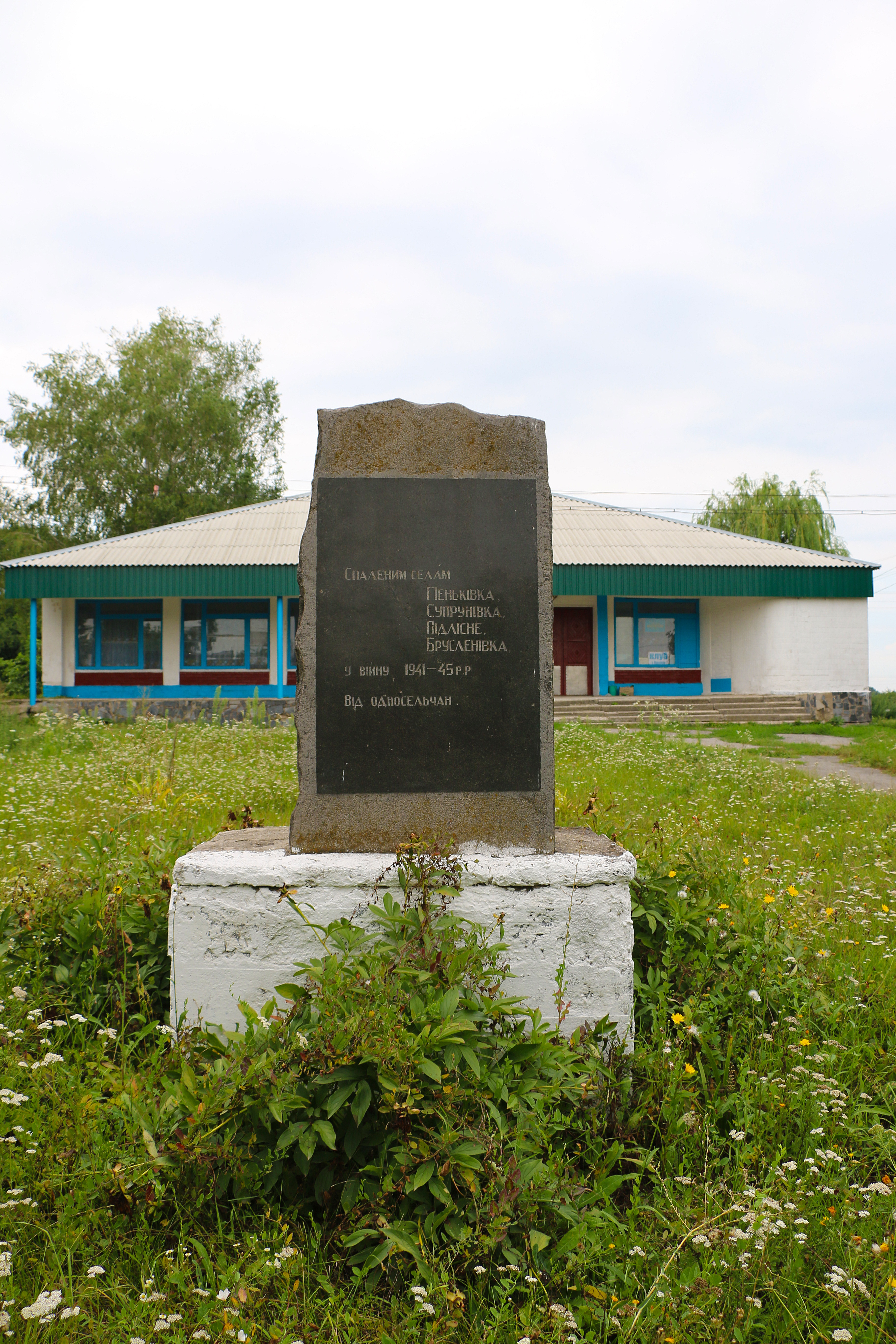
Пам'ятний знак спаленому селу
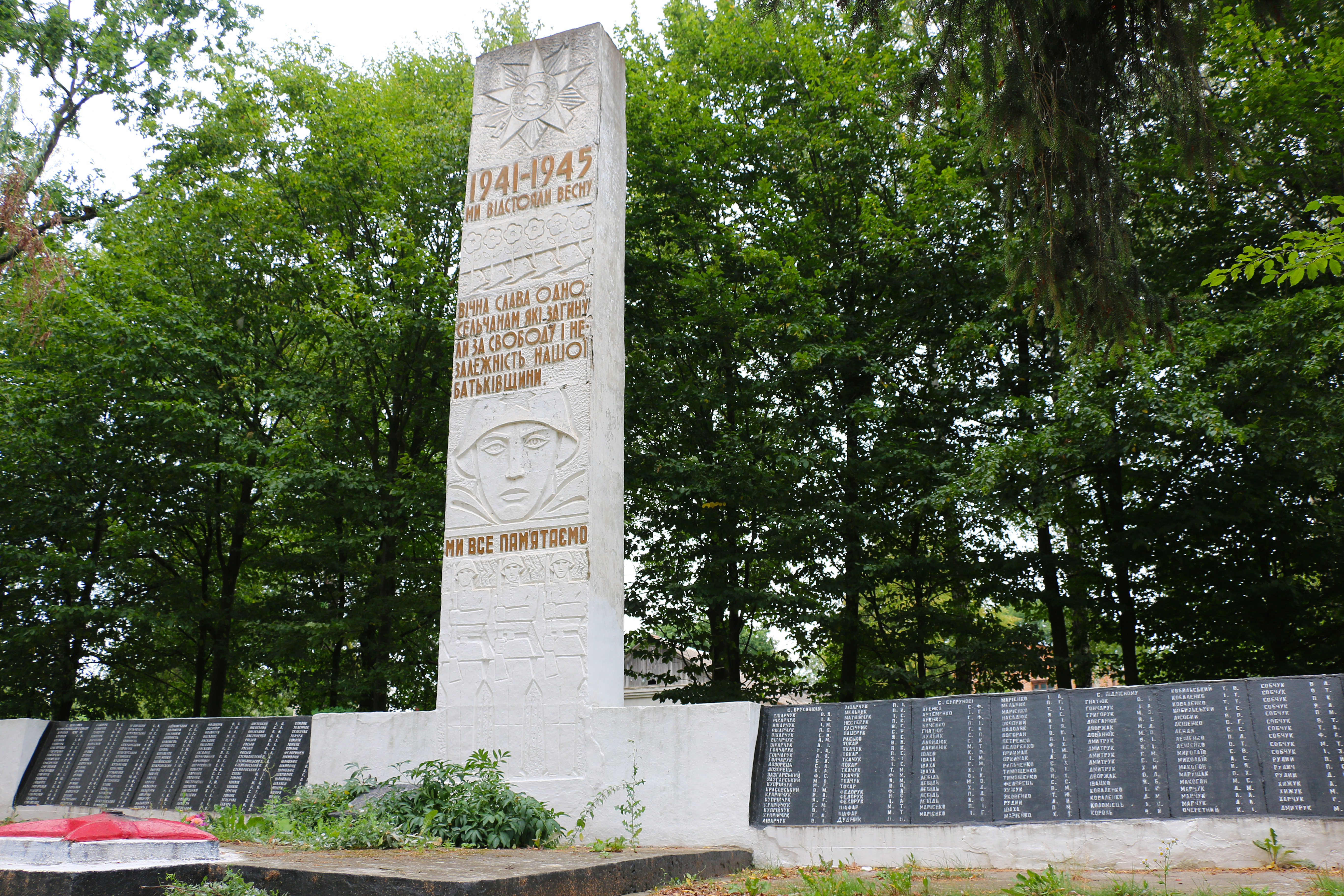
Братська могила учасників громадянської війни і пам'ятник 286 воїнам–односельчанам, загиблим на фронтах Другої світової війни